# Lissonota mexicana
Lissonota mexicana là một loài tò vò trong họ Ichneumonidae.